# Lawrence Lapin
Lawrence (Larry) Lapin (New York, 24 november 1935) is een Amerikaanse componist, muziekpedagoog, dirigent, arrangeur en pianist.

## Levensloop
Lapin studeerde muziektheorie, compositie en piano bij onder anderen Alfred Reed, James Clifton Williams en F. Ashe aan de Universiteit van Miami in Coral Gables en behaalde zijn Bachelor of Music en zijn Master of Music aldaar in muziektheorie en compositie. 
In 1968 werd hij docent voor muziektheorie en compositie aan zijn Alma mater, de Universiteit van Miami - Frost School of Music. In 1978-1979 doceerde hij aan de Universiteit van Colorado Denver, maar ging vervolgens weer terug naar Coral Gables. Hij introduceerde een nieuw Jazz Vocal-diploma aan deze universiteit. In mei 2013 ging hij met pensioen.
Lapin speelde als jazzpianist met bekende kunstenaars en artiesten zoals Gerry Mulligan, Bobby Shew, Johnny Smith, George Duvivier en Sarah Vaughan. 
Zijn arrangementen en orkestraties worden zowel door studentengroepen als door professionele ensembles uitgevoerd. Naast talrijke bewerkingen schreef hij ook eigen werken voor orkest, harmonieorkest, jazz- en bigbands, vocale muziek en kamermuziek. Hij is lid van de American Society of Composers, Authors and Publishers (ASCAP), Music Educators National Conference (MENC), de International Association of Jazz Educators, de American Federation of Musicians, de American Choral Directors Association en de Florida Vocal Association.

## Composities

### Werken voor harmonieorkest
- 1965 Tubarondo, voor tuba en harmonieorkest

### Vocale muziek

#### Werken voor koor
- 1972 The Lord's Supper, voor gemengd koor
- 1982 Look Ma, I'm singin' jazz, voor gemengd koor, piano, gitaar, elektrische basgitaar en drumstel
- Parking lot Blues, voor gemengd koor
- Pop goes the Weasel, voor gemengd koor
- The Boy from New York City, voor gemengd koor
- Winter Wonderland, voor gemengd koor

### Werken voor piano
- Celebrate the Sunshine
- Jazz Fugue